# Obereopsis paravariipes
Obereopsis paravariipes är en skalbaggsart som beskrevs av Stefan von Breuning 1977. Obereopsis paravariipes ingår i släktet Obereopsis och familjen långhorningar. Inga underarter finns listade i Catalogue of Life.